# Radovan Siljevski
Radovan Siljevski (serbisch-kyrillisch Радован Сиљевски; * 17. Juli 1986 in Belgrad) ist ein serbischer Schwimmer. 
Er nahm an den Olympischen Sommerspielen 2008 in Peking in der Disziplin 200 m Freistil teil.  
Er schwimmt für den serbischen Klub P.K. Partizan als auch für den schwedischen Klub S.K. Neptun. 2008 gewann er bei der schwedischen Meisterschaft in 200 m Freistil und wurde dritter über 100 m Freistil. Er hält den serbischen Rekord in 200 m Freistil auf Kurz- und Langbahn. 